# Michele I di Alessandria (calcedoniano)
Papa Michele I (... – 870), è stato papa e patriarca greco-ortodosso di Alessandria e di tutta l'Africa tra l'860 e l'870.
Durante il suo patriarcato i veneziani rubarono le reliquie di san Marco  e il regno del califfo al-Musta'in (862-866) operò una persecuzione dei monaci. 
Nell'869 delegò il suo arcidiacono Gioseffo al Concilio di Costantinopoli dell'869-870, che ne approvò gli atti.